# Civita Castellana
Civita Castellana település Olaszországban, Viterbo megyében. Lakosainak száma 15 247 fő (2023. január 1.). Civita Castellana Castel Sant'Elia, Collevecchio, Corchiano, Fabrica di Roma, Faleria, Gallese, Magliano Sabina, Ponzano Romano és Sant'Oreste községekkel határos.

## Népesség
A település népessége az elmúlt években az alábbi módon változott:
| Lakosok száma | 16 418 | 16 262 | 15 247 |
|               | 2017   | 2018   | 2023   |